# Дует (печера)
Дует (рос. Дуэт) — печера на Алтаї, Республіка Алтай, Росія.  Загальна протяжність — 284 м. Глибина печери — 145 м, амплітуда висот — 145 м; загальна площа — N/A м²; об'єм — N/A м³.  Печера відноситься до Західноалтайської області Алтайської провінції Алтай-Саянської спелеологічної країни. Кадастровий номер 5143/8538-1.